# Самолетостроене
Самолетостроенето или така наречената авиационна индустрия е отрасъл на промишлеността, по-конкретно на машиностроенето, която произвежда самолети, хеликоптери, самолетни двигатели, апарати и оборудване за въздухоплавателни средства.
Авиационната индустрия днес е развита неимоверно в сравнение с Първата световна война, когато самолетът за първи път е широко използван за целите на войната.

## Самолетостроенето в България
След Първата световна война и унищожаването на българската военна авиация по клаузите на Ньойския мирен договор, през 20-те години на ХХ век се създава Държавната аеропланна работилница (ДАР) в Божурище. То е първото българско самолетостроително предприятие. Разположено е до Летище Божурище. В България по-късно са изградени още две фабрики за производство на самолети – в гр. Ловеч Държавната самолетна фабрика (ДСФ) и в гр. Казанлък „Капрони Български“. Разработваните и произвежданите самолети, поради ограниченията на Ньойския договор, са с маломощни двигатели и са предназначени предимно за обучение на пилоти и граждански нужди. Отпадането на ограничението съвпада по време с началото на Втората световна война, което е и причината България да не разполага със свое производство на съвременни бойни самолети, а такива да се закупуват от други държави.
Производството на самолети продължава от 1925 до 1954 г., когато се закрива. На създадените производствени мощности и подготвеният за тези производства персонал, се възлага производството на продукти от друга номенклатура в
машиностроенето.
За този период от време в самолетостроителните фабрики (ДАР в Божурище, ДСФ в Ловеч и „Капрони Български“ в Казанлък), от български конструкторски екипи са проектирани 40 прототипа и са произведени около 1000 самолета.
В България най-масово произвеждания самолет за учебни и учебно-бойни цели е „Лаз-7“, последният от българските самолети, конструирани от професор инженер Цветан Лазаров.